# (3724) Анненский
(3724) Анненский (англ. 3724 Annenskij, ранее 1979 YN8) — каменный астероид семейства Гефьён в центральной части пояса астероидов; диаметр малой планеты составляет около 14 км. Открыт 23 декабря 1979 года советским астрономом Людмилой Журавлёвой в Крымской астрофизической обсерватории. Астероид спектрального класса S, период обращения равен 3,97 часа. Назван в честь российского поэта Иннокентия Анненского.

## Орбита и классификация
Анненский является представителем семейства Гефьён, крупного семейства астероидов в центральной части пояса астероидов. Также это семейство называют семейством Цереры или Минервы.
Малая планета обращается вокруг Солнца в центральной части пояса астероидов на расстоянии 2,3-3,2 а. е. с периодом 4 года 7 месяцев (1680 дней; большая полуось орбиты равна 2,77 а. е.). Эксцентриситет орбиты составляет 0,16, наклон орбиты относительно плоскости эклиптики равен 8°. Дуга наблюдения астероида начинается с момента его первого наблюдения как объекта 1933 XB в обсерватории Гейдельберга в декабре 1933 года за 46 лет до официального открытия.

## Физические характеристики
Астероид отнесён к семейству Гефьён, что позволяет классифицировать объект как астероид класса S.:23

### Период вращения
По данным фотометрических наблюдений итальянских и французских астрономов Сильвано Казулли, Лорана Бернаскони и Сирила Кавадоре были построены две кривые блеска, анализ которых позволил выявить период обращения 3,969 и 3,974 часа при амплитуде блеска 0,30 и 0,28 звёздной величины.

### Диаметр и альбедо
Согласно обзорам, проводимым на спутниках IRAS, Akari и WISE, диаметр астероида Анненский составляет от 12,09 до 15,386 км при альбедо поверхности от 0,1744 до 0,235.
База данных Collaborative Asteroid Lightcurve Link приводит значение альбедо 0,2021 и диаметра 14,15 км при абсолютной звёздной величине 11,6.

## Название
Малая планета была названа в честь российского поэта и писателя Иннокентия Анненского (1855—1909). Официально название было опубликовано Центром малых планет 4 июня 1993 года (M.P.C. 22246) с поправкой о дате смерти Анненского, внесённой 4 февраля 1996 года (M.P.C. 26439).